# Sokndal
Sokndal è un comune norvegese della contea di Rogaland.